# Seção (botânica)
Na nomenclatura botânica, seção (português brasileiro) ou secção (português europeu) é um nível taxonômico que está abaixo do gênero, mas acima da espécie; sendo portanto um táxon supra-específico. O subgênero, se presente, está acima da seção, e a série, se houver, está abaixo da seção. Secções são normalmente usadas para ajudar a organizar gêneros muito grandes, como alguns que chegam a ter centenas de espécies.